# جنيف كولتر
جنيف كولتر هي لاعبة هوكي الجليد كندية، ولدت في 1999 في إدمونتون في كندا.